# خورخي فالنسيا
خورخي فالنسيا (بالإسبانية: Jorge Valencia)‏ هو لاعب كرة قدم مكسيكي في مركز الدفاع، ولد في 6 أبريل 1991 في مدينة كيريتارو في المكسيك. شارك مع منتخب المكسيك تحت 20 سنة لكرة القدم. أما مع النوادي، فقد لعب مع تايجرز أونال.

## وصلات خارجية
- خورخي فالنسيا على موقع قاعدة بيانات كرة القدم.إي يو (الإنجليزية)